# Eduard Isenmann

Eduard Isenmann

Eduard Isenmann (* 10. April 1860 in Bruchsal; † 25. September 1932 ebenda) war ein deutscher Politiker (Zentrum).

## Leben und Wirken
Isenmann wurde als Sohn eines Schreinermeisters geboren. Von 1866 bis 1871 besuchte er die Volksschule in Bruchsal. Nebenbei wurde er von 1868 bis 1871 an der Musikschule Bruchsal unterrichtet. Das Gymnasium in Bruchsal besuchte er bis zur Untertertia. Anschließend absolvierte er eine Malerlehre in Durlach, wo er auch die Gewerbeschule besuchte. Es folgten einige Jahre praktischer Tätigkeit als Malergehilfe in Pforzheim und München. Von 1881 bis 1884 wurde Isenmann an der Kunstgewerbeschule und an der städtischen Dekorationsmalerschule (Rosentalschule) sowie in Abendkursen in München weitergebildet. 1885 eröffnete er ein Geschäft in Bruchsal. 1886 heiratete er. Später gründete er den Grund- und Hausbesitzerverein Bruchsal sowie eine Krankenkasse und eine Sterbekasse für das selbständige Handwerk in Baden. Ferner war er Mitglied des Gewerbevereins Bruchsal.
1914 wurde Isemann Vorsitzender der Handwerkskammer Karlsruhe.
Erste politische Tätigkeit übte Isenmann auf kommunaler Ebene als Stadtverordneter und Stadtrat in Bruchsal aus. Bei den Reichstagswahlen vom Juni 1920 wurde Isemann als Kandidat des Zentrums für den Wahlkreis 35 (Baden) in den Reichstag gewählt, dem er bis zu den Wahlen vom Mai 1924 angehörte.